# 1247
Évszázadok: 12. század – 13. század – 14. század
Évtizedek: 1190-es évek – 1200-as évek – 1210-es évek – 1220-as évek – 1230-as évek – 1240-es évek – 1250-es évek – 1260-as évek – 1270-es évek – 1280-as évek – 1290-es évek
Évek: 1242 – 1243 – 1244 – 1245 –  1246 – 1247 – 1248 – 1249 – 1250 – 1251 – 1252

## Események
- augusztus IV. Ince pápa elrendeli a zsidóktól elkobzott Talmud-példányok visszaadását.[1]
- IV. Béla király – a tatárok elleni védelem céljából – a Szörényi bánságba telepíti le a Johannita lovagrendet.[2]
- A türingiai örökösödési háború kezdete.[3]
- IV. Ince pápa misszionáriusokat küld a mongolok megtérítésére.
- Az egyiptomi szultanátus ellenőrzése alá vonja Jeruzsálem városát.
- A beauvais-i Szent Péter-katedrális építésének kezdete.
- IV. Béla serege legyőzi az országba betörő Harcos Frigyes osztrák őrgróf hadait, aki maga is elesik a csatában.
- Makó első írásos említése Vlnuk alakban.
- A muszlimok elfoglalják a szentföldi Askalon városát.[4]
- Buda megalapítása
- A pápai legátus megkoronázza IV. Haakon norvég királyt, a korabeli Norvégiában szokatlan szertartáson.[5]
- IV. Ince pápa alaptalannak nyilvánítja a zsidók elleni vérvádat.[6]

## Születések
- Aragóniai Izabella, III. Fülöp francia király felesége († 1271)
- II. János hainaut-i gróf († 1304)

## Halálozások
- február 16. – Raspe Henrik német ellenkirály, Türingia grófja (* 1204 körül)
- július 10. – Buzád nembeli István zágrábi püspök
- augusztus 31. – Konrád lengyel fejedelem (* 1187)